# Paloma San Basilio
Paloma San Basilio (Madrid, 22 de Novembro de 1950) é uma cantora e actriz espanhola, apresentadora do Festival da OTI de 1985, 1992 e 1993, e representante da Espanha na Eurovisão 1985.

## Discografia
- Sombras (1975)
- Dónde vas (1977)
- Beso a beso... Dulcemente (1978)
- En directo (1978)
- Evita (musical) (1980)
- Ahora (1981)
- Dama (1983)
- Paloma (1984)
- La Cenicienta del Palace (1985)
- Las Leandras (1985)
- El sobre verde (1985)
- En vivo (1985)
- Vuela Alto (1986)
- Grande (1987)
- Los tres tiempos de América (com Quilapayún, 1988)
- Vida (1988)
- Nadie como tú (1990)
- Quiéreme siempre (1990)
- De mil amores (1991)
- Plácido Paloma, por fin juntos! (com Plácido Domingo, 1991)
- Paloma mediterránea (1992)
- Al Este del Edén (1994)
- Como un sueño (1995)
- Clásicamente tuya (1997)
- El Hombre de La Mancha (musical) (1997)
- Perlas (1999)
- Escorpio (2001)
- My Fair Lady (2001)
- Eternamente: Grandes éxitos de grandes musicales (2002)
- La música es mi vida (2003)
- Víctor Victoria (musical) (2005)
- Diva (2006)
- Invierno Sur (2006)
- Encantados (2008)
- Amolap (2012)

## Prêmios
Recebeu em 2016 o Prêmio Latinos de Ouro (Latinos de Oro) no Festival Premios Latino em Marbella, Espanha.